# Abdoulaye Sylla
Abdoulaye Sylla (ur. 2 lutego 1995 w Kamsarze) – gwinejski piłkarz grający na pozycji bramkarza. Od 2020 jest piłkarzem klubu CI Kamsar.

## Kariera piłkarska
Swoją piłkarską karierę Sylla rozpoczął w klubie Horoya AC. W sezonie 2013/2014 zadebiutował w nim w pierwszej lidze gwinejskiej. W debiutanckim sezonie został z nim wicemistrzem kraju oraz zdobył Puchar Gwinei. W latach 2014-2019 był zawodnikiem klubu Hafia FC. W 2017 roku sięgnął z nim po krajowy puchar, a w sezonach 2017/2018 i 2018/2019 został wicemistrzem Gwinei. W sezonie 2019/2020 grał w Académie SOAR, a latem 2020 przeszedł do CI Kamsar. W sezonie 2020/2021 wywalczył z nim wicemistrzostwo kraju.

## Kariera reprezentacyjna
W reprezentacji Gwinei Sylla zadebiutował 22 czerwca 2015 w wygranym 3:1 meczu Mistrzostw Narodów Afryki 2016 z Liberią, rozegranym w Bamako. Od 2015 do 2017 rozegrał w kadrze narodowej 5 meczów.